# Сентрал Гараж (Вирџинија)
Сентрал Гараж (енгл. Central Garage) насељено је место без административног статуса у америчкој савезној држави Вирџинија.

## Демографија
По попису из 2010. године број становника је 1.318.
| Група             | 2000.    | 2010.         |
| Белци             | 0 (0,0%) | 1.122 (85,1%) |
| Афроамериканци    | 0 (0,0%) | 104 (7,9%)    |
| Азијати           | 0 (0,0%) | 5 (0,4%)      |
| Хиспаноамериканци | 0 (0,0%) | 27 (2,0%)     |
| Укупно            | 0        | 1.318         |